# Proprietarismus
Proprietarismus (frz. propriétarisme von propriété, Eigentum bzw. propriétaire, Eigentümer) ist ein von dem französischen Ökonomen Thomas Piketty geprägter Begriff für ein politisch-ökonomisches System, das die Ungleichheit der Vermögen vergrößert, und für eine Ideologie, die auf Eigentumsrechte fixiert ist und diese Ungleichheit rechtfertigt. Nach Piketty hat sich die Welt seit den 1990er Jahren hin zu einem „hyper-inegalitären“ Zustand entwickelt, wozu Steuer-, Erbschafts- und Aktienrecht sowie der Wegfall der Systemkonkurrenz beigetragen haben. Eine ähnliche Entwicklung habe bereits die Zeit vor dem Ersten Weltkrieg, die Belle Époque (1880–1914) mit ihrem Zensuswahlrecht, geprägt. Diese Ungleichheit der Vermögen sei dann durch Sozialreformen und das Erstarken der Sozialdemokratie von 1920 bis etwa 1980 abgebremst worden. Das moderne Europa genauso wie die USA verdanken nach Piketty ihre globale Dominanz politischen „Entscheidungen, die explizit darauf abzielten, den Wert des Privateigentums für die Eigentümer und die Machtposition der Eigentümer in der Gesellschaft zu reduzieren“ und den Einfluss der großen Eigentümer zu begrenzen. Gemeint ist damit der Aufstieg des Sozialstaats, der durch die Zerstörungen und Wiederaufbauprogramme der Weltkriege nötig geworden war. Die Weigerung vieler Ökonomen, über Verteilungsprobleme zu sprechen, fördere laut Piketty die Entwicklung des neuen Proprietarismus.
Politisch eng verbunden mit dem Proprietarismus sind die Forderungen nach Einschränkung des allgemeinen Wahlrechts und Begrenzung staatlicher Eingriffe.

## Vorgeschichte
Der Begriff Proprietarismus (engl. propertarianism) wurde zuerst vermutlich von Edward Cain 1963 als Bezeichnung für einen radikalen Kapitalismus oder rechten Libertarismus geprägt, der sich vom Konservatismus durch seine Aggressivität unterscheidet und den seinerzeit viele junge amerikanische Intellektuelle propagierten. Von dem britischen Historiker und Amerikaspezialisten Marcus Cunliffe wurde der Proprietarismus als charakteristischer Wert der gesamten amerikanischen Geschichte bezeichnet.
Eine Entwicklung hin zu immer mehr Vermögensungleichheit habe nach Piketty bereits die Zeit vor dem Ersten Weltkrieg geprägt, die Belle Époque (1880–1914) mit ihrem Zensuswahlrecht und der Entstehung großer monopolistischer Unternehmen. Diese Zunahme der Ungleichheit sei dann durch die Abschaffung des Zensuswahlrechts, durch Sozialreformen und das Erstarken der Sozialdemokratie von 1918 bis etwa 1980 abgebremst worden. Das moderne Europa wie die USA verdanken nach Piketty ihre globale Dominanz politischen „Entscheidungen, die explizit darauf abzielten, den Wert des Privateigentums für die Eigentümer und die Machtposition der Eigentümer in der Gesellschaft zu reduzieren“ und den Einfluss der großen Eigentümer zu begrenzen. Gemeint sind damit Wahlrechtsreformen, Anti-Monopol-Gesetzgebung, progressive Besteuerung, Vermögenssteuern (die in Deutschland seit 1997 nicht mehr erhoben werden), vor allem aber der Aufstieg des Sozialstaats, der durch die Zerstörungen und Wiederaufbauprogramme der Weltkriege nötig geworden war und Wachstum und relativen Wohlstand durch eine gewisse Vermögensumverteilung bewirkt habe. So sei der reale Preis der Mieten in Frankreich von 1914 bis ca. 2000 gefallen und erst danach infolge des Wertanstiegs der Immobilien wieder gestiegen.

## Neoproprietarismus
Gegen diese Tendenz der Egalisierung und Umverteilung richtete sich seit den 1980er Jahren der Widerstand der Vertreter (neo-)proprietaristischer Positionen. Die Weigerung vieler Ökonomen, über Verteilungsprobleme zu sprechen, fördere Piketty zufolge die Entwicklung eines radikalen Neoproprietarismus und legitimiere die globale Verteilungskrise; diese begrenze das vorhandene Potenzial der wirtschaftlichen und sozialen Entwicklung, indem sie viele Menschen ausschließe oder auszuschließen drohe (z. B. durch die Forderung, Empfängern von Transferleistungen das Wahlrecht zu entziehen). Aber auch der Niedergang der sozialdemokratischen Parteien bzw. ihre Transformation zu Elitenparteien sei für diesen Prozess entscheidend gewesen; sie hätten sich „ganz unwillkürlich und ohne konkrete Beschlüsse von Arbeiterparteien zu Akademikerparteien entwickelt“. Die radikale Legitimation des Eigentums wirkt sich heute weit über wirtschaftliche Aspekte hinaus auf praktisch alle anderen Aspekte gesellschaftlichen Lebens aus, nicht zuletzt im Umweltbereich. Doch ist es für weite Teile der Bevölkerung nicht möglich, dem Ideal der Maximierung des quasi-sakralen Eigentums und dem Vorbild der Meritokratie zu folgen, woraus fragwürdige Kompensationsstrategien wie der mit Verschuldung verbundene Prestigekonsum resultieren.
Zu den radikalen Neoproprietaristen in Deutschland zählt Markus Krall, Vorstandssprecher der Degussa Goldhandel, mit seiner Forderung der Beschränkung des allgemeinen Wahlrechts, um Allianzen zwischen von Wahlen abhängigen Politikern, die über keine eigenen Einkommensquellen verfügen, und einer steigenden Zahl besitzloser Transferleistungsempfänger zu verhindern.

## Ähnliche Strömungen
Pikettys Begriff knüpft inhaltlich an den von C. B. Macpherson zur Kennzeichnung der Rechtspositionen des englischen Liberalismus des 17./18. Jahrhunderts geprägten Begriff des Besitzindividualismus (possessive individualism) an, wonach das Wesen des Menschen in der Freiheit von allen vertraglichen Bindungen gegenüber anderen bestehe, soweit sie nicht dem eigenen Interesse dienen und die Individuen der Gesellschaft nichts schuldeten. Damit reduziert diese Theorie wie auch der Proprietarismus alle ethischen Fragen auf die Eigentumsrechte. Für Piketty sind die scheinbar unverbrüchlichen Eigentumsrechte hingegen reine Konventionen, die politisch gestaltet werden können.
Dem (Neo-)Proprietarismus verwandt ist die Strömung des Paläolibertarismus. Dieser Begriff wurde von Lew Rockwell, dem Präsidenten des Ludwig von Mises Institute, geprägt, der anarchokapitalistische und staatsfeindliche Positionen vertritt. Ähnliche Positionen vertreten Murray Rothbard, Hans-Hermann Hoppe und zahlreiche Think tanks wie das Cato Institute oder das Atlas Network.